# Eugenia Paul
Eugenia Paul (3 marzo 1935 – 24 maggio 2010) è stata un'attrice statunitense.

## Biografia
Paul è nato con il nome di Eugenia Popoff a Dearborn, nel Michigan, da origini russe. Ha firmato un contratto come ballerina con la Warner Bros. quando aveva solo 17 anni, mentre partecipava a una tournée con l'American Ballet Theatre e al programma televisivo Ballet Sketchbook.
Paul ha danzato in ruoli principali sullo schermo. Ha anche studiato danza classica con Bronislava Nijinska e teatro e recitazione con Michael Chekhov. Paul lasciò la Warner Bros. e firmò con la 20th Century Fox come attrice nel 1955.
Tra gli altri suoi lavori televisivi ricordiamo Alfred Hitchcock Presenta, Medic, The Lone Ranger, Death Valley Days, The Adventures of Jim Bowie e l'adattamento di Playhouse 90 di Il grande Gatsby e Il re del cielo.
I crediti cinematografici di Paul includono Lost in Alaska, Man on the Prowl, Apache Warrior e The Ten Commandments. Il suo ultimo ruolo in un lungometraggio è stato nel western Gunfighters of Abilene del 1960.

## Vita privata
Paul incontrò suo marito, l'erede dei Pep Boys Robert Strauss, a una festa all'Hollywood Bowl. La coppia si sposò e Paul abbandonò il mondo dello spettacolo professionistico subito dopo il suo matrimonio. Rimasero sposati per 52 anni, fino alla sua morte nel 2010.

## Morte
Paul morì per complicazioni dovute ad un edema il 24 maggio 2010, al Good Samaritan Medical Center di West Palm Beach, Florida, all'età di 75 anni.

## Filmografia
| Anno | Titolo                     | Ruolo                     | Note                              |
| ---- | -------------------------- | ------------------------- | --------------------------------- |
| 1954 | Jivaro                     | Native Bit                |                                   |
| 1954 | Le avventure di Hajji Babà | Shireen                   | Non accreditato                   |
| 1956 | Alfred Hitchcock Presenta  | Dolores Dawn              | Stagione 1 Episodio 36: "Mink"    |
| 1956 | Alfred Hitchcock Presenta  | Viola                     | Stagione 2 Episodio 7: "Alibi Me" |
| 1956 | La rivolta di Mamie Stover | Ruolo minore              | Non accreditato                   |
| 1956 | Bigger Than Life           | Commessa                  | Non accreditato                   |
| 1956 | The Ten Commandments       | Ragazza ebrea alla Sfinge | Non accreditato                   |
| 1957 | Apache Warrior             | Liwana                    |                                   |
| 1957 | The Disembodied            | Mara, moglie di Suba      |                                   |
| 1957 | Man on the Prowl           | Dorothy Pierce            |                                   |
| 1959 | Frontier Doctor            | Juanita                   | Episodio: "Superstition Mountain" |
| 1959 | Gunfighters of Abilene     | Raquel Torena             | (ultimo ruolo cinematografico)    |